# 安德烈亚斯·席费雷尔
安德烈亚斯·席费雷尔（德語：Andreas Schifferer，1974年8月3日—），奥地利男子高山滑雪运动员。他曾代表奥地利参加1998年和2002年冬季奥林匹克运动会高山滑雪比赛，其中2002年冬季奥运会获得一枚铜牌。